# Parapercis binivirgata
Parapercis binivirgata är en fiskart som först beskrevs av Waite, 1904.  Parapercis binivirgata ingår i släktet Parapercis och familjen Pinguipedidae. Inga underarter finns listade i Catalogue of Life.